# テトラエチルアンモニウム
テトラエチルアンモニウム（英: Tetraethylammonium）は、分子式が[Et
4N]+
で表される第四級アンモニウムカチオンである。中央の窒素原子に、四つのエチル基（–C
2H
5、Etと表記）が付加している。実験室では、無機アニオンの脂溶性塩を調製するために使用される対イオンである。テトラブチルアンモニウムと同じように使用されるが、より低脂溶性、有毒、容易に結晶化しやすいといった特徴を持つ。

## 調製
ハロゲン化物塩は、トリエチルアミンとハロゲン化エチルの反応によって調製される:
{\displaystyle {\ce {Et3N + EtX -> Et4N+X-}}}
この方法は、ヨウ化テトラエチルアンモニウム（ここで X = I）の調製に適している。
ほとんどのテトラエチルアンモニウム塩は、塩メタセシス反応によって調製される。例えば、臭化テトラエチルアンモニウムと過塩素酸ナトリウムの水溶性塩を水中で混合することで、非水溶性の過塩素酸テトラエチルアンモニウムが生成する。この過過塩素酸テトラエチルアンモニウムは、非水性溶媒中でのポーラログラフィー研究の支持電解質として有用であり、その合成は次のような手順で行われる:
{\displaystyle {\ce {Et4N+Br_{(aq)}- + Na+[ClO4]_{(aq)}- -> Na+Br_{(aq)}- + Et4N+[ClO4]_{(s)}-}}}
その他のテトラエチルアンモニウム塩の例としては、シアン化テトラエチルアンモニウム （Et
4NCN）や、トリクロロスタンナト（Et
4NSnCl
3）が挙げられる。また、稀に、水中では生成できないアニオン塩が生成される場合がある。例としては、四面体型の塩（[NiCl
4]2−）が挙げられる。

### 用途
テトラエチルアンモニウム塩の主な化学的特性は、相間移動触媒などの相転移を伴うプロセスに関与する能力である。一般的に、窒素を取り囲む4つのエチル基は、水と有機相の間での効率的なイオン移動を促進するには小さすぎる。しかし、テトラエチルアンモニウム塩は、このような用途において効果的であることがわかっており、各塩の項目で具体的に例示されている。
テトラフルオロホウ酸テトラエチルアンモニウムや、メチルスルホン酸テトラエチルアンモニウムなどのテトラエチルアンモニウム塩は、有機電解質として電気二重層コンデンサに使用されている。
ハロゲン化テトラエチルアンモニウムおよびその水酸化物は、ハイシリカゼオライトのベータゼオライトの合成に使用される。テトラエチルアンモニウムは、
熱水条件下での結晶化プロセスにおいて、ゼオライトの微細孔の鋳型として機能する。

### 特性
テトラエチルアンモニウムイオンの有効半径は、約0.45 nmであり、水和されたカリウムイオンK+
とほぼ同じサイズである。また、テトラエチルアンモニウムイオン半径は0.385 nmであり、いくつかの熱力学パラメータも記録されている。
ヨウ化テトラエチルアンモニウムのオクタノール-水分配係数（Po-w）は実験的に決定され、約6.9×10−4（ log P ≈ −3.16）であった。

## 生物学

### 薬理学
テトラエチルアンモニウムの薬理学的性質を扱った文献は膨大であり、研究は続いている。テトラエチルアンモニウムが、自律神経の神経節を遮断することは明らかである。よって、臨床に導入された最初の神経節遮断薬であった。しかし、テトラエチルアンモニウムは、神経筋接合部および交感神経の神経末端にも作用する。 
機械論的レベルでは、テトラエチルアンモニウムは、神経の電位依存性K+チャネルを遮断することが古くから知られており、この作用が交感神経終末におけるテトラエチルアンモニウムの作用に関与していると考えられている。神経筋接合部での活性に関しては、テトラエチルアンモニウムはニコチン性アセチルコリン受容体の競合阻害剤であるが、これらの受容体タンパク質に対するその作用の詳細は複雑である。また、テトラエチルアンモニウムは、骨格筋や下垂体細胞などに見られるCa2+活性化K+チャネルなども阻害する。テトラエチルアンモニウムが、アクアポリン（APQ）チャネルを阻害するという報告もあるが、これはまだ議論の余地がある。
上記の各系統内での、これらの電位依存性および透過性の特性の一部の影響は、前述のテトラエチルアンモニウムの阻害特性だけでなく、Na+/K+-ATPアーゼの阻害能力にも起因している。Na+/K+-ATPアーゼの細胞外前庭に作用し、ウアバインと同様にカリウムイオンのアクセスを阻害することで、テトラエチルアンモニウムは、これらの各系統内のカリウムおよびナトリウム勾配をさらに破壊する。

### 臨床的考察
エタモン（Etamon）の名前で知られるテトラエチルアンモニウムは、高血圧の治療を含むさまざまな臨床応用で検討されてきた。その主な用途は、末梢動脈疾患の場合に血管拡張能力を評価するためのプローブとしての使用である。しかし、一部の患者に、危険かつ致死的な反応がみられ、心血管系の反応も一定しなかったため、テトラエチルアンモニウムはすぐに他の薬剤に取って代わられた。
テトラエチルアンモニウムには、経口活性がない。ヒトに現れる典型的な症状には、口渇、胃酸分泌の抑制、胃の蠕動運動の大幅な低下、膀胱麻痺、何らかの形態の痛みの緩和などがある。テトラエチルアンモニウムを用いた研究のほとんどは、塩化物または臭化物塩を使用して行われており、効果の違いについてはコメントされていない。Birchallとその共同研究者らは、臭化物イオンの鎮静作用を避けるため、塩化テトラエチルアンモニウムを好んで使用していた。

### 毒性学
1948年に、Gruhzitとその共同研究者らによって、マウス、ラット、イヌにおける塩化テトラエチルアンモニウムの毒性に関する広範な研究が発表された。これらの研究者は、毒性非経口投与量を受けたマウスとラットで以下の症状を報告した:震え、協調運動失調、弛緩性虚弱、および10〜30分以内の呼吸不全による死亡。イヌは、協調運動失調、弛緩性虚弱、呼吸器官および心機能の低下、眼瞼下垂、散瞳、紅斑、および呼吸麻痺と循環虚脱による死亡などの同様の症状を示した。非致死量の投与後、症状は15〜60分以内に軽減した。非致死量の慢性投与からの毒性の証拠はほとんどなかった。これらの研究者は、塩化テトラエチルアンモニウムのLD50として、以下の急性毒性を記録した（誤差範囲は示されていない）:
- マウス：65 mg/kg, i.p.; 900 mg/kg, p.o.
- ラット：~56 mg/kg, i.v.; 110 mg/kg, i.m.; 2630 mg/kg, p.o.
- イヌ：~36 mg/kg, i.v.; 58 mg/kg, i.m.

別の研究グループは、ほぼ同じ時期に臭化テトラエチルアンモニウムを使用し、以下のLD50データを発表した:
- マウス：38 mg/kg, i.v.; 60 mg/kg, i.p.; >2000 mg/kg, p.o.
- ラット：63 mg/kg, i.v.; 115 mg/kg, i.p.
- イヌ：55 mg/kg, i.v.
- ウサギ：72 mg/kg, i.v.

1950年にGrahamは、ヒトにおける臭化テトラエチルアンモニウムの毒性について、いくつかの観察を行い、論文を執筆した。被験者の1人、健康な女性について、臭化テトラエチルアンモニウム300 mgを静脈投与すると、クラーレのような（d-ツボクラリンに似た作用）骨格筋の麻痺が生じ、顕著な眠気も認められた。これらの効果は、2時間以内にほとんど消失した。
Grahamは、Birchallが塩化テトラエチルアンモニウムを32 mg/kg静脈投与したことでヒトに「驚くべきクラーレ様効果」をもたらしたことを指摘した。